# كريستي هايز
كريستي هايز (بالإنجليزية: Christie Hayes)‏ هي ممثلة أسترالية، ولدت في 31 أكتوبر 1986 في South Coast (New South Wales) ‏ في أستراليا.

## وصلات خارجية
- كريستي هايز على موقع IMDb (الإنجليزية)
- كريستي هايز على موقع قاعدة بيانات الفيلم (الإنجليزية)